# Jordan Belfi
Jordan Belfi né le 30 novembre 1978 à Los Angeles, Californie (États-Unis), est un acteur américain.

## Biographie
Jordan Belfi est né le 30 novembre 1978 à Los Angeles, Californie (États-Unis).

### Vie privée
Il est marié à Rachelle DiMaria depuis 2018. Ils ont deux fils.

## Filmographie

### Cinéma

#### Longs métrages
- 1993 : Remote de Ted Nicolaou (en) : Ben
- 2002 : Sex and the Teenage Mind de Don Gold : Scott Jordan
- 2003 : The Custodial Code d'Andrew Zilch : Phil
- 2005 : Blood Deep de Todd S. Kniss : Gregg
- 2006 : Promise Me Tomorrow de Patrick Hogan : Lucas Bowman
- 2007 : Dreamgirls de Bill Condon : Adam Brooks
- 2007 : Ten Inch Hero de David Mackay : Fuzzy22
- 2007 : The Trouble with Romance (en) de Gene Rhee : Charlie
- 2007 : Mexican Sunrise (pt) de Rowdy Stovall : Ryan
- 2008 : Remarkable Power de Brandon Beckner : Skip
- 2009 : Clones (Surrogates) de Jonathan Mostow : Victor Welch
- 2010 : Christina de Larry Brand : Billy Calvert
- 2010 : Bedrooms (en) de Youssef Delara, Michael D. Olmos et Victor Teran : Julian
- 2011 : Across the Line (Across the Line: The Exodus of Charlie Wright) de R. Ellis Frazier : Jimmy
- 2012 : The Sacred de Brett Donowho : Brian
- 2012 : The Millionaire Tour d'Inon Shampanier : Greg
- 2013 : Chlorine de Jay Alaimo : Doug
- 2013 : Pawn de David A. Armstrong : Patrick
- 2014 : Beyond the Lights de Gina Prince-Bythewood : Stevie Sams
- 2016 : Badlands of Kain d'Andy Palmer : Mack
- 2016 : Better Criminal de Ben Burke : Détective William Doyle
- 2017 : Saturn Returns de Shawn Tolleson : Doug
- 2018 : American Curious de Gabylu Lara : David
- 2019 : Foster Boy de Youssef Delara : Jeff Masters
- 2020 : The Billionaire de Michael Philip : Julius Sagamore
- 2021 : Violet de Justine Bateman : Ron Moore
- 2022 : Don't Look at the Demon de Brando Lee : Matty
- 2022 : The Mistress de Greg Pritikin : Alan
- 2023 : V/H/S 85 de David Bruckner : Dr Spratling (segment Total Copy)
- 2025 : Nefarious de Cary Solomon et Chuck Konzelman : Dr James Martin

#### Courts métrages
- 2003 : The Custodial Code d'Andrew Zilch : Phil
- 2008 : Missing Pieces de Samah Tokmachi : David Ostermann
- 2017 : 400 to Oahu de David Rountree : Ben

### Télévision

#### Séries télévisées
- 1999 : Sabrina, l'apprentie sorcière (Sabrina, the Teenage Witch) : John
- 1999 : Undressed : Joey
- 2001 : Buffy contre les vampires (Buffy the Vampire Slayer) : Ryan
- 2001 : Power Rangers : La Force du temps (Power Rangers: Time Force) : Walter Brown
- 2003 : Mes plus belles années (American Dreams) : Steve
- 2004 : Gilmore Girls : Jordan Chase
- 2004 - 2009 : Entourage : Adam Davies
- 2006 : Smallville : Mack
- 2006 : Pepper Dennis : Sheldon Zorn
- 2006 : Love, Inc. : Kent
- 2006 - 2007 : Close to Home : Juste Cause (Close to Home) : John Marinelli
- 2007 : Justice : Craig Winters
- 2007 : Shark : Neal Donovan
- 2007 : The Singles Table : Doug
- 2007 - 2008 : Moonlight : Josh Lindsey
- 2008 : FBI : Portés disparus (Without a Trace) : Rob Simms
- 2009 : Les Experts : Miami (CSI: Miami) : Neil Palmer
- 2010 : Ghost Whisperer : Bruce Adler
- 2010 : Look : Andy
- 2011 : Mentalist (The Mentalist) : Wes Attwood
- 2011 : Hawaii 5-0 (Hawaii Five-0) : Spenser Owens
- 2011 : Melissa and Joey : Fletcher McKay
- 2011 : Charlie's Angels : Mitch Dawson
- 2011 / 2013 : Castle : Beau Randolf
- 2011 / 2015 : NCIS : Los Angeles : Dennis Calder / Tom Blanchard
- 2012 : Grey's Anatomy : Nick
- 2012 : Bones : Agent Spécial Andy Lister / Blaine Conway
- 2013 : Burn Notice : Cody Ward
- 2014 : Rizzoli and Isles : Ray Murphy
- 2015 : Scandal : Nicholas Reed
- 2017 : Chicago Justice : Jaxson Clark
- 2017 : Major Crimes : Richard Bloom
- 2018 - 2025 : All American : Principal Ed Landon
- 2019 : Chicago Fire : Bradley Boyd
- 2019 : Code Black : Andrew Ferryman
- 2019 : The Rookie : Le Flic de Los Angeles (The Rookie) : Ross Tegan
- 2019 : 9-1-1 : Chase Mackey
- 2021 : Good Girls : Z
- 2021 : All Rise : Rob Tartant
- 2021 : FBI: International : Gary Milgrave
- 2021 : NCIS : Hawai'i : Alan Shipley
- 2022 : New York, unité spéciale (Law and Order: Special Victims Unit) : Spencer Lewis
- 2022 : Voisins mais pas trop (The Neighborhood) : Stan
- 2022 : The Resident : David Costican
- 2023 : Magnum (Magnum P.I.) : Brent Urima
- 2023 : Good Doctor (The Good Doctor) : Gavin Ross
- 2025 : S.W.A.T. : Agent Owen Briggs

#### Téléfilms
- 2013 : La Fiancée des neiges (Snow Bride) de Bert Kish : Ben Tannenhill
- 2017 : Divorce et je te tuerai (Ex-Wife Killer) de Danny J. Boyle : Michael